# Сусам (село)
Сусам е село в Южна България. То се намира в община Минерални бани, област Хасково.

## География
Село Сусам се намира в северните склонове на Източните Родопи, на 20 километра западно от град Хасково и близо на два-три километра северно от Хасковските Минерални бани – общинския център. Землището му граничи със землищата на съседните села: Брястово, Татарево, Светлина, Бодрово, Минерални бани и Воден Теренът е пресечен с ридове, хълмове, котловини и низини, Климатът е умерено континентален, в отделни периоди през годината предхожда към средиземноморски. Валежите не са равномерни. От ветровете известни са:”Горняка”, „Долняка“, „Каба Илия“, „Маричника“ и „Манда Изен“

## История
Историята на селото и региона е описана в книгата на Вълко Грозев „Сусам – обиораното село“ под редакция на ст.н.с. д-р Рачко Попов. Сусамските родове са описани в книгата на същия автор – „Възречени“.
Няма данни кога точно е основано селото. В книгата си Вълко Грозев цитира Никола Ванев Колев, който пише в дипломната си работа, че първите заселници са овчари, 10 – 12 семейства, дошли незнайно от къде. Твърди се, че техният общ брой е около 100 – 150 души. Най-вероятно това са били овчари, които са минавали през местността всяка година на път за Беломорието. През 1800 жителите на селото са 300 души, през 1852 г. – 800 души. Най-голям е броят на жителите през 1965 г. – 1546, през 2000 г. жителите на селото са 700 души.
Данните в книгата не са точни, тъй като се основават на предания и легенди. Според саморъчно записани спомени на Георги Чилингиров (роден през 19 век), които не са предадени за публикуване на горецитирания автор, селото е основано през 18 век от седем семейства овчари, които са избягали от района на днешния резерват Кормисош, за да се спасят от последната вълна на помохамеданчване в Родопите,
За първи път името на селото се споменава в регистъра за събиране на данък десятък от 1848/9 г. – селото е записано като „Сисам“. Заплаща данък от 4787 акчета. Различните източници са съгласни, че името на селото идва от растението сусам, което, заедно с коприната, памука и тютюна, е бил основна продукция на региона около Хасково. Търговци са идвали от Цариград и Одрин до складовете за сусам, използван като храна и лекарство, и сусамово олио. Лозарството в селото се развива от 1924 – тогава са засети първите 2500 дка лозя, които се обработват и днес. Овцевъдството и бубарството са били добре развити допреди промените през 1989, когато замират с отлива на хора от селото.
Селото е изцяло българско и християнско. Говорът е „ЯТ“ диалект – типично източно българско наречие от „рупските говори“. По-особени лични имена са: Вълко, Желяза, Съботин, Деля, Запрян.

## Обществени институции
Основните обществени сгради в селото са кметството, читалището, детската градина, училището, църквата „Св. Анастасий“ и параклисът „Св. Илия“. Читалище „Будилник“ е създадено през 1903 г., към него има женска и мъжка певческа група. Детската градина е построена през 1966 г., през 2010 г. я посещават по-малко от 10 деца. Първото училище е построено през 1896/7 и има двама учители. Новото училище е построено през 1930 г. и затваря през 1985 г. Параклисът „Св. Илия“ е построен през 1950 – 60 г.

## Културни и природни забележителности
Гората близо до селото се казва Света Неделя. В гората се намира църквата „Света Неделя“.

## Редовни събития
Селото почита св. Илия с ежегоден събор на Илинден (2 август) или най-близката до деня събота. По традиция се канят роднини, пече се агне или яре, а вечерта празненствата се пренасят на площада в центъра на селото, където се играе хоро.